# 과학기술인 명예의 전당
과학기술인 명예의 전당은 대한민국 과학기술부와 한국과학기술한림원이 선정한 역사상 위대한 과학기술인을 헌액한 명예의 전당이다.

## 선정된 인물

### 근세 이전
- 김대성(미상 ~ 775년 1월 8일(음력 774년 12월 2일)은 신라의 건축가로 불국사와 석굴암 창건

### 근세전기
- 최무선, 한국 최초 화약 제조법을 자체 개발하고 화통도감 설치
- 이천, 금속활자 갑인자 주조, 악기 개량, 도량형 표준화
- 장영실, 측우기, 물시계 자격루, 해시계 앙부일구, 혼천의 제작
- 세종, 훈민정음 창제
- 이순지, 아라비아 천문학 연구하여 독자적 역법체계인 칠정산 내외편 저술
- 허준, 동의보감

### 근세후기
- 최석정, 조선의 수학을 정리한 구수략 저술
- 홍대용
- 서호수
- 정약전
- 김정호

### 근대
- 김점동
- 이원철
- 윤일선
- 우장춘
- 조백현
- 이태규
- 안동혁

### 현대전기
- 석주명
- 김동일
- 현신규
- 장기려
- 김재근
- 김순경
- 최형섭
- 한만춘

### 현대후기
- 이임학
- 조순탁
- 허문회
- 이호왕
- 이휘소

## 웹사이트 주소
- 공식 홈페이지